# Justyna Wasilewska
Justyna Wasilewska (ur. 28 listopada 1985 we Wrocławiu) – polska aktorka filmowa i teatralna.

## Życiorys
Absolwentka Wydziału Aktorskiego PWSFTviT w Łodzi (2009). W latach 2011–2013 aktorka Teatru im. Jaracza w Łodzi. Od 2013 aktorka Starego Teatru w Krakowie. Laureatka nagród za role na Kaliskich Spotkaniach Teatralnych. Dwukrotnie nominowana do Nagrody im. Zbyszka Cybulskiego.

## Filmografia

### Filmy
| Rok  | Tytuł                                          | Rola                            | Uwagi                                              |
| ---- | ---------------------------------------------- | ------------------------------- | -------------------------------------------------- |
| 2009 | Druciki                                        | przyjaciółka Magdy              |                                                    |
| 2011 | The Fourth Dimension                           | "Koko"                          |                                                    |
| 2011 | Listy do M.                                    | kobieta                         |                                                    |
| 2014 | Portret                                        | Monika Sz.                      |                                                    |
| 2014 | Małe stłuczki                                  | dziewczyna z psem               |                                                    |
| 2014 | Dżej Dżej                                      | Ziuta Kempa                     |                                                    |
| 2014 | Kebab i horoskop                               | stażystka                       | 2015: nominacja do Nagrody im. Zbyszka Cybulskiego |
| 2015 | Król życia                                     | pielęgniarka Stenia             |                                                    |
| 2016 | Czułość                                        | Maria Motz                      |                                                    |
| 2017 | Sztuka kochania. Historia Michaliny Wisłockiej | Wanda                           |                                                    |
| 2017 | Serce miłości                                  | Zuzanna Bartoszek               | 2017: nominacja do Nagrody im. Zbyszka Cybulskiego |
| 2017 | Pomiędzy słowami                               | Alina                           |                                                    |
| 2018 | Zabawa, zabawa                                 | Kaśka, przyjaciółka Magdy       |                                                    |
| 2019 | Reisefieber                                    | Ala, opiekunka Kaja             |                                                    |
| 2019 | Marynarz bez łodzi                             | Asia                            |                                                    |
| 2019 | Ikar. Legenda Mietka Kosza                     | piosenkarka Zuza                |                                                    |
| 2020 | Sprava                                         | kobieta w lesie                 |                                                    |
| 2020 | Tarapaty 2                                     | przewodniczka w Muzeum Przyrody |                                                    |
| 2021 | Inni ludzie                                    | Matka Boska                     |                                                    |
| 2023 | Imago                                          | Irenka                          |                                                    |

### Seriale
| Rok       | Tytuł                 | Rola                                 | Uwagi         |
| --------- | --------------------- | ------------------------------------ | ------------- |
| 2008      | Samo życie            | Nina Torstensson                     |               |
| 2010      | Ojciec Mateusz        | Magda Chechło, dziewczyna Alka Wrony | odc. 46       |
| 2010–2011 | Hotel 52              | prostytutka Julia                    |               |
| 2011      | Czas honoru           | Weronika, więźniarka na Pawiaku      | odc. 51, 52   |
| 2014      | Ojciec Mateusz        | Marzena Rela                         | odc. 137      |
| 2014–2015 | Na dobre i na złe     | Beata                                | odc. 572, 587 |
| 2017      | Komisarz Alex         | Dorota Olczyk                        | odc. 113      |
| 2017      | Druga szansa          | Szara, współpracownica Marczaka      | seria IV      |
| 2020–2022 | Nieobecni             | Mila Gajda                           |               |
| 2021      | Ojciec Mateusz        | Matylda Iskierska                    | odc. 324      |
| 2021      | Krucjata. Prawo serii | major Wiktoria Dymińska              |               |
| 2022      | Zachowaj spokój       | Wiera                                |               |

Sporządzono na podstawie materiału źródłowego.

## Nagrody i nominacje
- 2012 – wyróżnienie aktorskie za rolę Myrtle Webb w przedstawieniu Nasze miasto na 52. Kaliskich Spotkaniach Teatralnych
- 2013 – Grand Prix za kreację aktorską w przedstawieniu Nietoperz albo mój cmentarzyk nr 53. Kaliskich Spotkaniach Teatralnych
- 2016 – nominacja do Nagrody im. Zbyszka Cybulskiego za rok 2015 za rolę w filmie Kebab i Horoskop[4]
- 2016 – nominacja do Paszportu Polityki w kategorii teatr
- 2017 – wyróżnienie za rolę w spektaklu Robert Robur na 57. Kaliskich Spotkaniach Teatralnych
- 2018 – nominacja do Nagrody im. Zbyszka Cybulskiego za rok 2017 za rolę w filmie Serce miłości
- 2019 – nagroda miesięcznika Teatr za najlepszą kreację aktorską w sezonie 2018/2019 za rolę Mai w Cząstkach kobiety w TR Warszawa